# العلاقات السيراليونية الموريشيوسية
العلاقات السيراليونية الموريشيوسية هي العلاقات الثنائية التي تجمع بين سيراليون وموريشيوس.

## مقارنة بين البلدين
هذه مقارنة عامة ومرجعية للدولتين:
| وجه المقارنة                                              | سيراليون       | موريشيوس                 |
| --------------------------------------------------------- | -------------- | ------------------------ |
| المساحة (كم2)                                             | 71.74 ألف      | 2.04 ألف                 |
| عدد السكان (نسمة)                                         | 7.56 مليون     | 1.26 مليون               |
| الكثافة السكانية (ن./كم²)                                 | 105.38         | 617.65                   |
| العاصمة                                                   | فريتاون        | بورت لويس                |
| اللغة الرسمية                                             | لغة إنجليزية   | لغة إنجليزية، لغة فرنسية |
| العملة                                                    | ليون سيراليوني | روبي موريشي              |
| الناتج المحلي الإجمالي (بليون دولار)                      | 3.77 مليار     | 13.34 مليار              |
| الناتج المحلي الإجمالي (تعادل القوة الشرائية) بليون دولار | 10.13 مليار    | 25.36 مليار              |
| الناتج المحلي الإجمالي الاسمي للفرد دولار أمريكي          | 653            | 9.25 ألف                 |
| الناتج المحلي الإجمالي للفرد دولار أمريكي                 | 1.97 ألف       | 18.59 ألف                |
| مؤشر التنمية البشرية                                      | 0.413          | 0.777                    |
| رمز المكالمات الدولي                                      | +232           | +230                     |
| رمز الإنترنت                                              | .sl            | .mu                      |
| المنطقة الزمنية                                           | 00             | ت ع م+04:00              |

## منظمات دولية مشتركة
يشترك البلدان في عضوية مجموعة من المنظمات الدولية، منها:
| علم المنظمة | اسم المنظمة                                 | تاريخ انضمام سيراليون | تاريخ انضمام موريشيوس |
| ----------- | ------------------------------------------- | --------------------- | --------------------- |
|             | البنك الإفريقي للتنمية                      | ?                     | ?                     |
|             | منظمة الشرطة الجنائية الدولية               | ?                     | ?                     |
|             | الاتحاد البريدي العالمي                     | ?                     | ?                     |
|             | الاتحاد الأفريقي                            | ?                     | ?                     |
|             | منظمة التجارة العالمية                      | ?                     | ?                     |
|             | مؤسسة التنمية الدولية                       | 13 نوفمبر 1962        | 23 سبتمبر 1968        |
|             | مؤسسة التمويل الدولية                       | 10 سبتمبر 1962        | 23 سبتمبر 1968        |
|             | منظمة حظر الأسلحة الكيميائية                | ?                     | ?                     |
|             | الأمم المتحدة                               | 27 سبتمبر 1961        | 24 أبريل 1968         |
|             | الاتحاد الدولي للاتصالات                    | 30 ديسمبر 1961        | 30 أغسطس 1969         |
|             | البنك الدولي للإنشاء والتعمير               | 10 سبتمبر 1962        | 23 سبتمبر 1968        |
|             | مجموعة دول أفريقيا والكاريبي والمحيط الهادئ | ?                     | ?                     |
|             | المركز الدولي لتسوية المنازعات الاستشارية   | 14 أكتوبر 1966        | 2 يوليو 1969          |
|             | وكالة ضمان الاستثمار متعدد الأطراف          | 20 يونيو 1996         | 28 ديسمبر 1990        |
|             | يونسكو                                      | 28 مارس 1962          | 25 أكتوبر 1968        |
|             | دول الكومنولث                               | 1961                  | ?                     |